# René Zavaleta Mercado
René Zavaleta Mercado   (Oruro, 1935 - Ciutat de Mèxic, 1984)) va ser un sociòleg, polític i filòsof bolivià.
Va desenvolupar les seves idees al llarg de la seva carrera com a docent a les universitats Mayor de San Andrés, Oxford, Vincennes, Santiago de Xile, UAM i UNAM, culminant en aquesta com a director fundador (1976-1980) de la Facultat Llatinoamericana de Ciències Socials (FLACSO), amb seu a Mèxic.
Zavaleta va ser ministre de Mines i Petroli durant el govern del Moviment Nacionalista Revolucionari. També va complir funcions diplomàtiques per a aquest govern a l'Uruguai i a Xile. Com a acadèmic, va ser estudiant de la Universitat Mayor de San Andrés de La Paz i de la Universitat d'Oxford.
Francisco Zapata el va definir com «un home que bolivià d'origen però de llatinoamericana vocació va correspondre clarament a la imatge de l'home que no va separar el pensament de l'acció, la teoria de la pràctica».

## Biografia

### Primer període
René Zavaleta Mercado va néixer el 3 de juny de 1937 a la ciutat d'Oruro. El 1955, va ingressar a la Facultat de Dret de la Universitat Mayor de San Andrés, graduant-se com a advocat l'any 1960.
Els fets de la Revolució boliviana de 1952 van marcar de manera permanent la seva existència quan era adolescent, fet que el va impulsar a introduir-se en el món del periodisme i la política. Va col·laborar amb diaris com La Mañana de Montevideo, La Nación de Bolívia i El Día de Mèxic. A l'edat de 25 anys, va ser diputat pel departament d'Oruro, entre 1962 i 1963, així com ministre de Mines i Petroli el 1964 al tercer govern del líder de la Revolució Nacional de 1952, Víctor Paz, deposat per un cop d'estat perpetrat pel general René Barrientos, fina aleshores vicepresident. Zavaleta també va viure els cops d'estat del general Hugo Banzer el 1971 i el del general d'Augusto Pinochet el 1973 en la seva estada a Brasil i Xile, respectivament.
Aquestes experiències van alimentar en Zavaleta una profunda passió pel coneixement i l'acció política, que en el seu període inicial va estar influïda per intel·lectuals bolivians com a Augusto Céspedes i Carlos Montenegro, destacats ideòlegs del nacionalisme revolucionari. La seva producció intel·lectual s'emmarca en aquest corrent de pensament, tendència que comparteix amb altres intel·lectuals de la seva generació, com Sergio Almaraz. D'aquest període daten els seus primers textos, entre els quals La formación de la conciencia nacional (1967) i el publicat pòstumament, La caída del Movimiento Nacionalista Revolucionario (MNR) y la conjuración de noviembre (1964). En ells estan presents algunes de les preocupacions que l'acompanyaran al llarg de la seva vida, com la formació de la nació i el lloc que ocupen en aquest procés diferents actors, com la classe obrera, els intel·lectuals i els militars.

### Segon període
En un segon període, Zavaleta iniciarà un llarg periple existencial i intel·lectual que el portarà a visitar i habitar diversos països, tant d'Amèrica Llatina com de regions més distants. En el pla acadèmic comprèn la seva formació com a sociòleg a la Universitat d'Oxford, així com la seva labor com a docent i investigador a Mèxic, on va exercir com a professor en diferents institucions, com la Universitat Nacional Autònoma de Mèxic (UNAM) i la Universitat Autònoma Metropolitana (UAM). A Mèxic va ser responsable d'assumptes socials a la Seu Subregional de la Comissió Econòmica per a Amèrica Llatina i el Carib.
En el pla polític, aquest període està marcat pel seu allunyament del nacionalisme revolucionari i la seva afiliació al Partit Comunista de Bolívia (PCB). La seva producció intel·lectual estarà fortament influïda pel marxisme ortodox, ampliant els seus interessos intel·lectuals cap als processos polítics de diferents països d'Amèrica Llatina. Alguns textos fonamentals d'aquesta època són el llibre El poder dual en América Latina (1974), en el qual analitza els casos de Bolívia i Xile, així com una sèrie d'articles entre els quals destaquen les seves reflexions sobre Las formas aparentes en Marx i El Estado en América Latina, en els quals estableix un fructífer diàleg amb altres intel·lectuals llatinoamericans al voltant del marxisme i la teoria de la dependència.

### Tercer període
Un tercer període s'inicia amb un nou gir en la seva producció intel·lectual, la qual prendrà distància del marxisme més ortodox per endinsar-se en les discussions generades entorn, principalment, de l'obra d'Antonio Gramsci. El diàleg amb altres intel·lectuals llatinoamericans tindrà llavors com a escenari principal la seu de Mèxic de la Facultat Llatinoamericana de Ciències Socials (FLACSO), institució que, juntament amb el Centre d'Estudis Llatinoamericans (CELA) de la UNAM, van ser alguns dels principals espais de recepció de la diàspora intel·lectual que es va originar a Amèrica del Sud a causa de la seqüència de cops d'estat a la regió a partir de 1964 (Brasil, Bolívia, Xile, Uruguai, Argentina).
Zavaleta trobarà una gran afinitat amb el pensament gramscià, amb el qual comparteix una profunda preocupació per la formació de la nació, el lloc de la cultura i el paper de la classe obrera i dels intel·lectuals. Les seves reflexions, que també estan marcades pel «descobriment» dels actors ètnics, estan plasmades en alguns assajos fonamentals com Las masas en noviembre i, de manera destacada, en el seu llibre inconclús Lo nacional-popular en Bolivia (1986). En aquest període Zavaleta també reflexionarà, com molts dels seus contemporanis, sobre les possibilitats de la democràcia a Amèrica Llatina, aportant alguns treballs notables, com per exemple Cuatro conceptos de democracia, presentat com a ponència en un cèlebre seminari llatinoamericà realitzat el 1984 a la ciutat mexicana d'Oaxaca, incorporat després al llibre coordinat per Julio Labastida de títol Los nuevos procesos sociales y la teoría política contemporánea (1986).

### Mort
René Zavaleta va morir a la Ciutat de Mèxic el 1984, als 47 anys d'edat. La seva mort va truncar una prolífica producció intel·lectual, la qual, no obstant això, ha tingut una enorme influència sobre el desenvolupament de les ciències socials a Bolívia i a l'Amèrica Llatina.

## Pensament
El seu pensament sol dividir-se grosso modo en tres períodes: un de nacionalista, un altre de marxista ortodox i, el més important, un de marxisme heterodox, pensat des de Bolívia. Conceptes seus com el de «societat bigarrada», això és, una societat en la qual es juxtaposen relacions asimètriques de poder entre diferents cultures i les seves maneres respectives de producció, han estat fonamentals en el desenvolupament posterior de les ciències socials bolivianes i avui es consideren imprescindibles per interpretar la realitat del país llatinoamericà.
El seu llegat intel·lectual constitueix tant una excel·lent contribució al coneixement de la història social i política de Bolívia i altres països de la regió, com una aportació destacada a la reflexió epistemològica i a l'elaboració teòrica des de la qual enfrontar el desafiament de conèixer Amèrica Llatina. Testimoniatge d'això són les seves elaboracions sobre la crisi com a mètode de coneixement, igual que nocions com «moment constitutiu», «forma classe» i «forma multitud», entre d'altres. Sens dubte, ha d'incloure's en la seva herència intel·lectual l'aportació al desenvolupament de l'assaig acadèmic i polític, conreant una escriptura prolixa i enèrgica que ha comptat amb entusiastes seguidors.

## Obra publicada
- Estado nacional o pueblo de pastores (1956)
- Crecimiento de la idea nacional
- 50 años de historia
- El poder dual en América Latina: estudio de los casos de Bolivia y Chile (1974)
- Bolivia: Hoy (1982)
- Lo nacional-popular en Bolivia (1986)

## Obres Completes

### Editorial Los Amigos del Libro (sis toms, 1990-1995)
- La formación de la conciencia nacional, 1990.
- El Estado en América Latina, 1990.
- Clases sociales y conocimiento, 1990.
- 50 años de historia, 1992.
- El poder dual, 1992.
- La caída del Movimiento Nacionalista Revolucionario (MNR) y la conjuración de noviembre, 1995.

### Plural Editores (tres toms, 2011-2012)
- Tomo I. Ensayos 1957-1974, 2011.
- Tomo II. Ensayos 1975-1984, 2012.
- Tomo III. Notas de prensa y otros escritos 1954-1984, 2012.